# جوزيف فون ويستفالين
جوزيف فون ويستفالين (بالألمانية: Joseph von Westphalen ) (و. 1945 – م) هو صحفي، وكاتب عمومي، وكاتب من ألمانيا .

## روابط خارجية
- جوزيف فون ويستفالين على موقع IMDb (الإنجليزية)
- جوزيف فون ويستفالين على موقع مونزينجر (الألمانية)
- جوزيف فون ويستفالين على موقع ميوزك برينز (الإنجليزية)
- جوزيف فون ويستفالين على موقع كينوبويسك (الروسية)